# Christina Sederqvist
Christina Sederqvist (født 2. august 1974) er en dansk komiker, manuskriptforfatter og forfatter,bedst kendt for sit samarbejde med komikeren Linda P som Winnie og Karina i både film og på tv. 
Hun var desuden en del af satireholdet på Live fra Bremen i den første sæson i 2009.
Hendes første optræden var live på P3 i 2003 i et program, der hed ’Missionen’.
Christina Sederqvist har studeret markedsøkonomi HA på RUC, og er uddannet Cand.merc.[kilde mangler]

## Filmografi

### Film
- Winnie & Karina - The Movie (2009)
- Anja og Viktor - i medgang og modgang (2008)

### Tv
- 4 Stjerners Rejse (2011)
- Skråplan - Intet nyt fra Vestegnen (2010)
- Live fra Bremen (2009)
- Skråplan (2009)
- Wulffs Magasin (2008)

## Teater
- Linda på Bjerget (2010)

## Manuskripter
- Anstalten (2011)
- De kaldte hende Crazy Daisy (2010)
- Skråplan (2010)
- Piger på prøveløsladelse (2007)
- Winnie & Karina - The Movie (2009)
- Mødregruppen (2018)

## Bøger
- Seriøst William ! (2011) og Det' flot, William
- Ondt barn ( 2024 )